# Slow Motion (Juvenile)
Slow Motion iè un brano musicale del rapper statunitense Juvenile, a cui collabora lo scomparso Soulja Slim. Il brano è stato pubblicato come singolo nel marzo 2004 ed è diventato il primo, e ad oggi l'unico, numero uno di Juvenile nella Billboard Hot 100. Ha mantenuto la vetta della Hot 100 per due settimane dal 7 agosto 2004. Il brano è una produzione originale di Danny Kartel.

## Classifiche
| Classifica (2003/2004)               | Posizione più alta |
| ------------------------------------ | ------------------ |
| U.S. Billboard Hot 100               | 1                  |
| U.S. Billboard Hot R&B/Hip-Hop Songs | 2                  |
| U.S. Billboard Hot Rap Tracks        | 1                  |
| U.S. Billboard Top 40 Mainstream     | 10                 |